# Meroles reticulatus
Meroles reticulatus (сітчастий меролес) — вид ящірок родини ящіркових (Lacertidae). Мешкає в Намібії і Анголі.

## Поширення і екологія
Сітчасті меролеси мешкають на узбережжі південно-західної Анголи і Намібії (на південь до затоки Меоб). Вони живуть серед піщаних і гравійних рівнин в пустелі Наміб, на висоті до 500 м над рівнем моря.